# Blue Demon
Alejandro Muñoz Moreno (García, Nuevo León, 24 de abril de 1922-Ciudad de México, 16 de diciembre de 2000), conocido como Blue Demon, fue un luchador profesional y actor mexicano.
A lo largo de su carrera, Muñoz estuvo invicto en las Luchas de apuestas y se retiró sin exponer su rostro al público; Más tarde sería enterrado con su característica máscara azul y plateada. En su trayectoria luchística que abarcaría cuatro décadas, ganó el Campeonato Mundial de Peso Welter de la NWA dos veces, el Campeonato Nacional de Peso Welter tres veces y el Campeonato Nacional de Parejas con su compañero de equipo Black Shadow. También ganó la cabellera de Cavernario Galindo; y las máscaras de Espectro II, Matemático, y del Rayo de Jalisco.
Fue elegido para el Salón de la Fama del Wrestling Observer Newsletter en 1996 como parte de la selección inaugural.

## Biografía y carrera
Nacido en el municipio de García en el estado de Nuevo León, Alejandro dejó la escuela de niño y se mudó a Monterrey a trabajar en los ferrocarriles. Se le presentó la oportunidad de conocer al luchador Rolando Vera a quien pidió le enseñara los secretos del pancracio. Rolando Vera adentró a Blue Demon en el mundo de la lucha libre y a decir del propio Demon fue también Rolando Vera quien le sugirió que portara una máscara de piel en color azul sin diseño alguno y adoptara el nombre que a la postre lo volvería legendario. 
Empezó su carrera dentro de la lucha libre en Laredo, Texas con los sobrenombres de El Tosco y El Manotas, su primera pelea fue sin el uso de máscara junto a Chema López el 12 de marzo de 1948. Posteriormente modificó el diseño de su máscara original conservando el color azul pero agregando un antifaz plateado tomando como base el diseño de la máscara del luchador El Médico Asesino. En septiembre de 1948 debuta en la Ciudad de México enfrentándose a Benny Arcilla.
Empezó su carrera como luchador de estilo rudo se consolidó haciendo pareja con Black Shadow. En 1952 El Santo derrotó a Black Shadow en una lucha de apuestas máscara contra máscara ante un lleno extraordinario en la mítica Arena México de la capital de ese país, hecho que originaría la clásica rivalidad entre El Demonio Azul y El Enmascarado de Plata. Blue Demon vengó a Black Shadow venciendo a El Santo en una serie de encuentros entre 1952 y 1953. En el primero de esos enfrentamientos mano a mano Blue Demon derrotó a El Santo en dos caídas al hilo (consecutivas), pelea que además de lastimar el orgullo del plateado, lo obligó a otorgar al Demonio Azul una oportunidad por el campeonato mundial wélter versión NWA. La misma arena que viera como Black Shadow dejaba su incógnita en manos de El Santo, atestiguaría como Blue Demon consumaba su venganza al destronar al plateado, del título de los welters, una noche de agosto de 1953. El resultado de este combate terminaría por encumbrar al Demonio Azul en el gusto de los aficionados a la par del mismo Santo. 
La rivalidad y popularidad de ambos luchadores trascendió los encordados y llegó a los estudios cinematográficos en donde a pesar de ser rivales deportivos protagonizaron juntos un aproximado de 10 películas que los transformarían en héroes del cine e iconos de la cultura popular mexicana. 
Blue Demon prolongó su carrera en los cuadriláteros por un aproximado de 42 años, presentándose con éxito en rings de gran parte del continente americano. Su trayectoria en los sets cinematográficos aumentó su leyenda y lo hicieron llegar a lugares donde como luchador nunca estuvo físicamente. De esta manera Blue Demon es conocido por los aficionados a la Lucha Libre en países europeos como España, Inglaterra, Francia, y países asiáticos como Japón y Corea por citar algunos. En Canadá existe un grupo de rock llamados "The Blue Demon's" y tienen como característica el usar sus integrantes una máscara del Demonio Azul durante los conciertos. 
Irónicamente dos personajes separados por la rivalidad como lo fueron Blue Demon y El Santo, han sido unidos por el tiempo y por la trascendencia de sus carreras pues ambos figuraron en el cuadrilátero, en el ámbito cinematográfico, e incluso en los cómics, cabe destacar que sus efigies fueron reproducidas en figuras de acción plásticas muy populares en la cultura mexicana. Por estas razones es prácticamente imposible citar a uno sin mencionar a otro. No obstante al ser las dos máximas leyendas de la Lucha Libre mexicana y en consecuencia las dos incógnitas más valiosas de este deporte, nunca hubo un encuentro de máscara contra máscara entre estos dos colosos, pese a que la rivalidad entre ambos así lo exigía.

### Muerte
El 16 de diciembre de 2000, mientras salía de la estación de Metro Potrero en las afueras de la Ciudad de México, sufrió un infarto; gracias a que estaba cerca de su casa y a que varias personas lo conocían, avisaron a su hijo adoptivo Blue Demon Jr., quien acudió de inmediato al lugar para brindarle los primeros auxilios, pero le fue imposible salvarle la vida. Al momento de su muerte a los 78 años, se encontraba retirado de los cuadriláteros y de los sets cinematográficos.

## Legado
Blue Demon es considerado una de las mayores leyendas de la lucha libre, y junto con El Santo y Mil Máscaras suelen ser nombrados como los «Tres Grandes de la lucha libre mexicana» en términos de popularidad e influencia tanto dentro como fuera del ring. En 2002, Demon ocupó el puesto 28 entre los mejores luchadores profesionales de todos los tiempos en el libro The Top 100 Wrestlers of All Time de John Molinaro, editado por Dave Meltzer y Jeff Marek.
A partir de noviembre de 2015, Televisa y Sony Pictures Television comenzaron a transmitir la primera temporada de la serie de televisión Blue Demon, que presenta una versión ficticia de los primeros días de su carrera en el ring y su vida personal.
Su hijo Blue Demon Jr. continuó con el legado forjando una carrera exitosa. También su sobrino adoptivo Flama Solar siguió sus pasos, quien se desarrolla en los cuadriláteros de forma independiente.

## Campeonatos y logros
- Comisión de Box y Lucha Libre de México, D.F.

- Campeonato de Parejas de la Arena México (1 vez con Black Shadow)
- Campeonato Nacional de Peso Wélter (3 veces)

- Lucha Libre AAA Worldwide
  - Salón de la Fama AAA (2022)
- National Wrestling Alliance

- NWA World Welterweight Champion (2 veces)

## Filmografía
- La furia del ring (1961)
- Asesinos de la lucha libre (1962)
- Blue Demon: El Demonio Azul (1964)
- Blue Demon vs. el Poder Satánico (1965)
- Arañas Infernales (1966)
- Blue Demon vs. Cerebros Infernales (1966)
- Blue Demon contra las diabólicas (1966)
- La Sombra del Murciélago (1966)
- Blue Demo destructor de Espías (1967)
- Blue Demon frente a la muerte - Pasaporte a la Muerte (1967)
- Blue Demon y las Invasoras (1968)
- Santo y Blue Demon contra los Monstruos (1969)
- Santo contra Blue Demon en la Atlántida (1969)
- El mundo de los muertos (1969)
- Los Campeones Justicieros (1970)
- Santo vs. las momias (1970)
- La invasión de los muertos (1971)
- Noche de Muerte (1972)
- La Mafia Amarilla (1972)
- Vuelven los Campeones Justicieros (1972)
- Santo y Blue Demon contra Drácula y el hombre lobo (1972)
- Santo y Blue Demon: Las bestias del terror (1972)
- Triunfo de los Campeones Justicieros (1973)
- Santo y Blue Demon contra el Dr. Frankenstein (1973)
- El Hijo de Alma Grande (1974)
- La mansión de las siete momias (1975)
- Misterio en las Bermudas (1977)
- Blue Demon el Campeón (1989)
- LuchaMania (2009) - (archive footage)
- Made in México (2012) - (archive footage)